# サーミの血
『サーミの血』（サーミのち、原題: Sameblod）は、2016年に公開されたスウェーデンのドラマ映画（成長物語）である。本作が長編映画デビューとなるアマンダ・シェーネルが監督・脚本を務めた。シェーネルは、2015年に手がけた処女作である短編映画『Stoerre Vaerie』に続いて、今作もサーミ人を題材としている。
この作品は1930年代のスウェーデンが舞台で、サーミの子どもたちが通う学校で差別や偏見を受けた14歳の少女が、自らの血筋を受け入れることができず、故郷から逃れようと決意する物語である。物語の一部は、シェーネルの祖母から影響を受けている。
第73回ヴェネツィア国際映画祭のヴェネツィア・デイズ部門で初上映され、ヨーロッパ・シネマ・レーベル賞と最優秀新人監督賞を受賞した。2017年には欧州議会のラックス賞を受賞し、北欧理事会映画賞にもノミネートされた。日本では第29回東京国際映画祭で審査員特別賞と最優秀女優賞を受賞し、2017年9月16日から劇場公開された。

## あらすじ
1930年代のスウェーデン。北部に位置するラップランドの先住民族であるサーミ人たちは、日常的に酷い差別を受けていた。サーミの少女エレ・マリャは、妹のニェンナとともに親元を離れて寄宿学校に通っていた。そこではスウェーデン人たちから白い目で見られ、陰口をたたかれ、サーミ語を話すことも禁止されていた。学校の成績はよく、進学を希望したエレ・マリャであったが、教師からは「サーミ人は文明社会に適応できないから、進学は無理。伝統の中で生きなさい」と罵られてしまう。
あるとき、エレ・マリャはスウェーデン人を装って祭りに参加し、そこで出会ったスウェーデン人の少年ニクラスに好意を抱く。差別と抑圧にまみれたサーミの境遇を受け入れることができず、自由で人間らしい生き方を求めたエレ・マリャは、ニクラスを頼って列車で街へと向かう。

## 概要
20世紀、サーミ人はスウェーデン人の視点から多くの映画作品において野蛮な存在として描かれた。当時、スウェーデンの社会はサーミ人を自分たちより劣っており、知性が低く、文明化された都市で生き残ることができないとみなしていた。一方では彼らを同化させようとしながら、他方では伝統的な生活様式に留まるべきと考えて隔離し、ことさらに両者の違いを強調することをやめなかった。この数十年間で、サーミの文化の描写は外部者の視点から内部のものへと変化してきたとする意見もある。この作品も、まさにその例と言える。サーミの少女であるエレ・マリャの青春に焦点を当て、彼女が別人となるまでのストーリーが語られている。人種差別に直面すると、ある者は自らの文化の中に閉じこもることを選び、またある者は多数派に溶け込むことを選ぶ。エレ・マリャと妹のニェンナもこのような境遇にあるが、2人はまったく違った選択をすることになる。前者は「普通のスウェーデン人」として振舞おうと試みるが、後者はサーミの血に誇りを持ち、自分が変わることを拒む。これらは、新たな文化に対する典型的な2つの姿勢である。孤立するのか、あるいは同化するのか。どちらが正しいわけでも、間違っているわけでもなく、この作品は問題に判断を下すことなく、ただ観客にこの事象を提示する。先住民族の若者は、かつて、そして現在も、また未来においても世界中で共通の問題となり得る自己同一性の危機に直面している。この物語はエレ・マリャ個人の自己同一性の問題に留まらず、サーミの人々が抱えるジレンマに焦点を当てている。
1947年に初めてサーミ人がスクリーンに登場して以降、ある種のサーミ図像が作られてきたという。サーミは山岳高地、狩猟、採集、遊牧と深く関わってきた。テント、芝地の小屋、カラフルな民族衣装、雪景色の中でのスキーなどは、サーミの人々を象徴していた。この図像は、サーミの文化を大概して定義するために「作られた」ものであり、サーミに対する帝国主義的、あるいは観光的な捉え方でしばしば使われてきた。これは、サーミに対するある種のステレオタイプを増強するものである。スウェーデンやノルウェーの人々とは対照的に、野蛮で悪魔的というステレオタイプで描かれる一方、自然に溶け込んで生きる気高い存在ともみなされ、サーミのアイデンティティに対するロマンティックな印象も作り出してきた。この作品は、こうしたサーミの図像を見世物としてではなく、物語文学の有効な一部として描いている。これもまた、この作品がサーミの文化を内部の視点から見ていることの一例である。

## キャスト
- レーネ＝セシリア・スパルロク（ノルウェー語版、スウェーデン語版） - エレ・マリャ
- ミーア＝エリーカ・スパルロク（スウェーデン語版） - ニェンナ
- マイ＝ドリス・リンピ（スウェーデン語版） - クリスティーナ / エレ・マリャ（壮年期）
- ユリウス・フレイシャンデル（スウェーデン語版） - ニクラス
- ハンナ・アルストロム（スウェーデン語版） - 教師
- オッレ・サッリ（スウェーデン語版） - オッレ

## 制作
この作品は、国際サーミ映画協会からの資金提供で制作された初の長編映画である。2015年のサンダンス映画祭で上映されたシェーネルの短編映画から続くこの作品は、スウェーデン北部のラップランドに位置するタルナビィやヘマヴァンの他、ウップサーラやストックホルムで撮影が行われた。
サーミ人の父親とスウェーデン人の母親のもとに生まれた、「サーミの血」を引くシェーネルは、インタビューにおいて、この映画は1930年代のスウェーデンを舞台としているが、ただ偽りの現実を見せる歴史映画ではなく、本物の感情を伝える作品にしたかったと述べている。シェーネルは撮影場所やキャスティングなど、制作の細部にも気を配っていた。南部サーミ語を流暢に話すことのできる話者は500人に満たないとされるほど少なく、エレ・マリャを演じたレーネ＝セシリア・スパルロクは、日常生活でトナカイの遊牧を行っている真のサーミの少女であり、実の妹であるミーアや、他のサーミ人役の多くも本業の俳優ではないという。また、作中のいくつかのストーリーは、シェーネル自身の実体験や、家族やサーミの人々から聞いた実話に基づいている。自身のアイデンティティと手に入れられる素材を作品に落とし込むことで、シェーネルは1930年代のスウェーデンにおけるスウェーデン人とサーミ人との支配関係の間に流れる負の雰囲気を表現してみせた。

## 受賞
| 年   | 賞                                   | 部門                           | 対象                         | 結果       | 参照         |
| ---- | ------------------------------------ | ------------------------------ | ---------------------------- | ---------- | ------------ |
| 2016 | ヴェネツィア国際映画祭               | 新人監督賞                     | アマンダ・シェーネル         | 受賞       | [ 7 ] [ 15 ] |
| 2016 | ヴェネツィア国際映画祭               | ヨーロッパ・シネマ・レーベル賞 | 『サーミの血』               | 受賞       | [ 7 ] [ 15 ] |
| 2016 | 東京国際映画祭                       | 審査員特別賞                   | 『サーミの血』               | 受賞       | [ 1 ] [ 15 ] |
| 2016 | 東京国際映画祭                       | 最優秀女優賞                   | レーネ＝セシリア・スパルロク | 受賞       | [ 1 ] [ 15 ] |
| 2016 | ハンブルク映画祭                     | ヤングタレント賞               | レーネ＝セシリア・スパルロク | ノミネート | [ 15 ]       |
| 2016 | テッサロニキ国際映画祭               | ヒューマン・バリュー賞         | 『サーミの血』               | 受賞       | [ 15 ]       |
| 2017 | イェーテボリ国際映画祭               | 最優秀ノルディック映画賞       | 『サーミの血』               | 受賞       | [ 15 ]       |
| 2017 | イェーテボリ国際映画祭               | 撮影賞                         | ソフィア・オルソン           | 受賞       | [ 15 ]       |
| 2017 | タイタニック国際映画祭               | 最優秀作品賞                   | 『サーミの血』               | 受賞       | [ 15 ]       |
| 2017 | リヴィエラ国際映画祭                 | 監督賞                         | アマンダ・シェーネル         | 受賞       | [ 15 ]       |
| 2017 | リヴィエラ国際映画祭                 | 観客賞                         | 『サーミの血』               | 受賞       | [ 15 ]       |
| 2017 | ミネアポリス・セントポール国際映画祭 | 観客賞                         | 『サーミの血』               | 2位        | [ 15 ]       |
| 2017 | ニューポートビーチ映画祭             | 外国映画賞                     | 『サーミの血』               | 受賞       | [ 15 ]       |
| 2017 | サンタバーバラ国際映画祭             | 最優秀ノルディック映画賞       | 『サーミの血』               | 受賞       | [ 15 ]       |
| 2017 | ラックス賞                           |                                | 『サーミの血』               | 受賞       | [ 16 ]       |
| 2017 | 北欧理事会映画賞                     |                                | 『サーミの血』               | ノミネート | [ 8 ]        |